# 城口铁角蕨
城口铁角蕨（学名：Asplenium chengkouense），为铁角蕨科铁角蕨属下的一个植物种。